# Governació de Betlem
La Governació de Betlem (àrab: محافظة بيت لحم, Muḥāfaẓat Bayt Laḥm; hebreu: נפת בֵּית לֶחֶם, Nafat Beit Leḥem‎) és una de les 16 governacions de Cisjordània i la Franja de Gaza als Territoris Palestins. Ocupa una àrea de 644 km² de la Ribera Occidental, al sud de Jerusalem. La seva principal ciutat i capital és el municipi de Betlem. Segons l'Oficina Central Palestina d'Estadístiques, la seva població era de 199,463 en 2012.

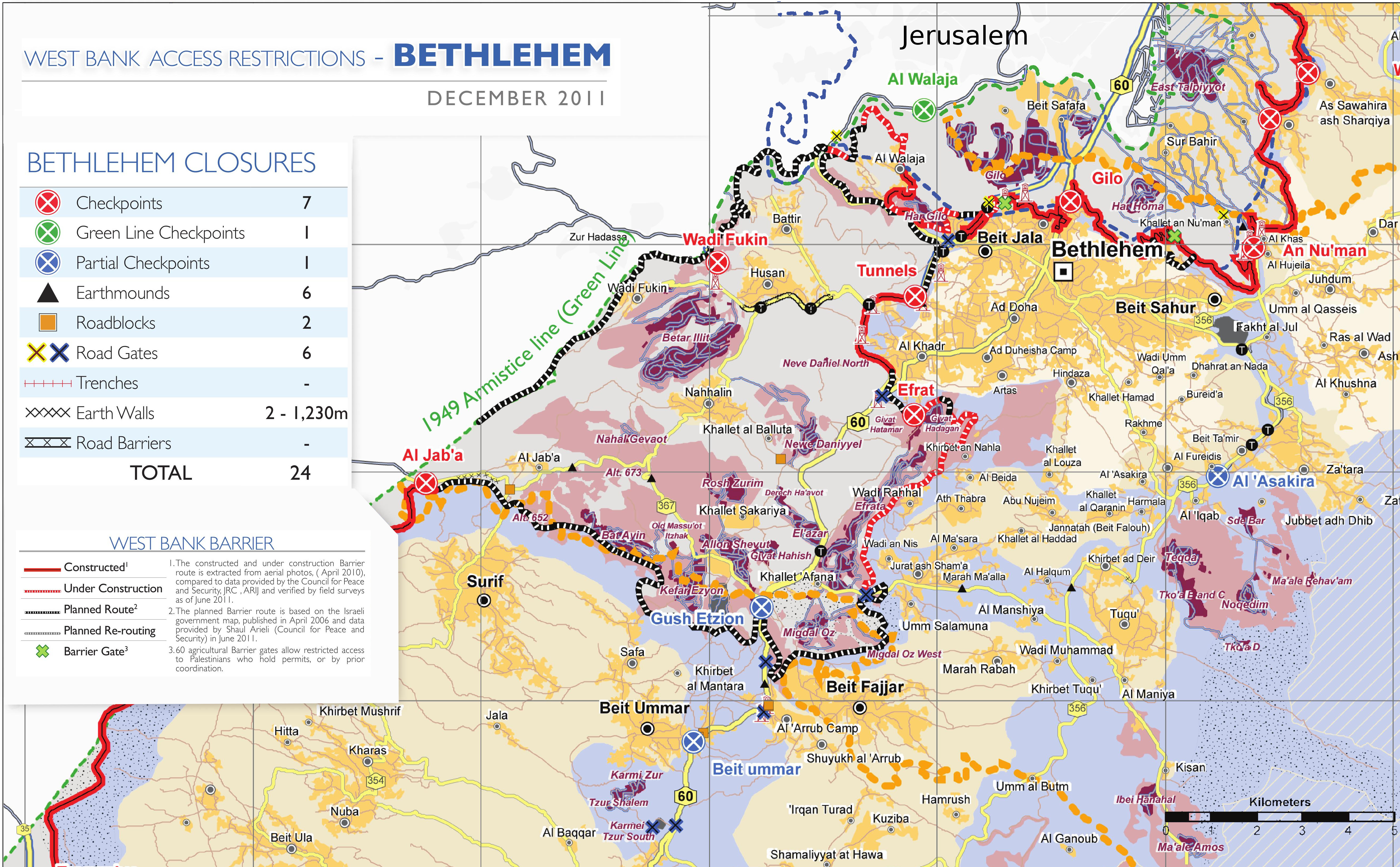
Governació de Betlem amb la barrera de separació

## Geografia
D'acord amb la Municipalitat de Betlem, la ciutat té una àrea total de 575 km². D'aquesta superfície, 80 km² en l'actualitat estan sota el control de l'Autoritat Nacional Palestina. Segons l'Oficina de les Nacions Unides per a la Coordinació d'Assumptes Humanitaris (OCHA), la governació té una àrea total de 660 km². A causa de l'ocupació israeliana, els palestins només poden controlar el 13% de l'àrea, molta de la qual estava fragmentada el maig de 2009.

## Política
Políticament, la governació de Belén és una espècie de bastió de l'esquerra palestina. En les eleccions legislatives palestines de 2006 el Front Popular per l'Alliberament de Palestina i l'L'Alternativa van ser els dos partits més votats. El seu actual governador és Salah al-Tamari .

## Localitats
La governació és formada per 10 municipis, 3 camps de refugiats i 58 districtes rurals

### Municipis
- Battir
- Beit Fajjar
- Beit Jala
- Beit Sahour
- Bethlehem
- al-Dawha
- Husan
- al-Khader
- Nahalin
- Tuqu'
- al-Ubeidiya
- Za'atara

### Viles rurals
| - 'Arab al-Rashayida - Artas - al-Asakra - Beit Sakariya - Beit Ta'mir - Dar Salah - Hindaza - al 'Iqab - Juhdum - Jurat ash Sham'a | - Marah Rabah - Rakhme - Umm Salamuna - ash Shawawra - Wadi al-Arayis - Wadi Fukin - al-Walaja |  |

### Camps de refugiats
- Aida
- 'Azza
- Dheisheh